# Gerardo D'Amico
Gerardo D'Amico (Vietri sul Mare, 4 marzo 1965) è un giornalista e scrittore italiano.

## Biografia
Laureato in scienze politiche, ha lavorato per Il Mattino di Napoli, poi per Telemontecarlo, e L'Espresso, passando poi in Rai nel 1989.
Per la TV di stato italiana ha collaborato al Tg2 (specialmente alle rubriche Diogene e Medicina 33), poi a GrParlamento, ove ha curato e condotto la trasmissione di medicina e salute Articolo 32, al Giornale Radio Rai, di cui è stato per sei anni conduttore, Baobab e Gr2. Dal 2010 lavora a RaiNews24, ove ricopre il ruolo di caporedattore salute e sanità oltre a curare e condurre la rubrica di medicina e sanitá Basta la Salute. Da aprile 2020 è coordinatore della Task Force Rai contro le Fake News e l'Approfondimento Scientifico sulla pandemia. Dal 2021 è membro della Commissione pubblicità farmaci e dispositivi medici del Ministero della Salute. Dal 2023 membro della giuria Premio De Sanctis per la salute. Nel 2025 docente a c. Master Comunicazione Scientifica e Salute all’Università Vita e Salute San Raffaele Milano.

## Opere
- con Massimo Dotto, La salute in tasca (guida rapida per difendere il proprio diritto alla salute), Mursia.
- A giugno 2019 ha pubblicato "Dottor Web & Mister Truffa" (come Internet ti ruba salute e soldi” disponibile su Amazon formato cartaceo o eBook).[8]
- Rai News24: Speciale Rainews - 'Dove la Terra Trema' - Prima parte. URL consultato il 13 agosto 2019.
- Rai News24: Speciale Rainews - 'Dove la Terra Trema' - Seconda parte. URL consultato il 13 agosto 2019.

## Premi e riconoscimenti
- Socio Onorario della Società Italiana di Pediatria[9]
- Premio Giovanni Maria Pace AIOM per la Comunicazione scientifica
- Premio Divulgazione Scientifica Società Italiana di Andrologia
- Premio giornalistico "FIDAS Isabella Sturvi"[10]
- Menzione speciale al Premio Giornalistico “Alessandra Bisceglia“[11]
- Premio miglior giornalista scientifico 2019 Società Oftalmologia Italiana
- Premio International Chiron Award for Biomedical Research and Training
- Premio internazionale giornalismo medico Scuola Medica Salernitana
- Premio Festival del Giornalismo Alimentare
- Premio Giornalista dell’Emergenza 118